# Kiyosumi-shirakawa (métro de Tokyo)
Kiyosumi-shirakawa (清澄白河駅, Kiyosumi-shirakawa-eki) est une station du métro de Tokyo sur les lignes Hanzōmon et Ōedo dans l'arrondissement de Kōtō à Tokyo. Elle est exploitée conjointement par le Tokyo Metro et le Bureau des Transports de la Métropole de Tokyo (Toei).

## Situation sur le réseau
La station Kiyosumi-shirakawa est située au point kilométrique (PK) 12,5 de la ligne Hanzōmon et au PK 13,3 de la ligne Ōedo.

## Histoire
La station a été inaugurée le 12 décembre 2000 sur la ligne Ōedo. La ligne Hanzōmon y arrive le 19 mars 2003.

## Services aux voyageurs

### Accès et accueil
La station est ouverte tous les jours.
La station de la ligne Ōedo se compose de 3 voies et 2 quais et sert de terminus intermédiaire pour certains trains. La station de la ligne Hanzōmon consiste en 2 voies encadrant un quai central.
En moyenne, 52 793 voyageurs ont fréquenté quotidiennement la station en 2015 (côté Tokyo Metro).

### Desserte
- Ligne Ōedo :
  - voie 1/2 : direction Iidabashi et Tochōmae
  - voie 3/4 : direction Roppongi et Hikarigaoka
- Ligne Hanzōmon :
  - voie 1 : direction Shibuya (interconnexion avec la ligne Tōkyū Den-en-toshi pour Chūō-Rinkan)
  - voie 2 : direction Oshiage (interconnexion avec la ligne Tōbu Skytree pour Kuki et Minami-Kurihashi)

Installations de la station
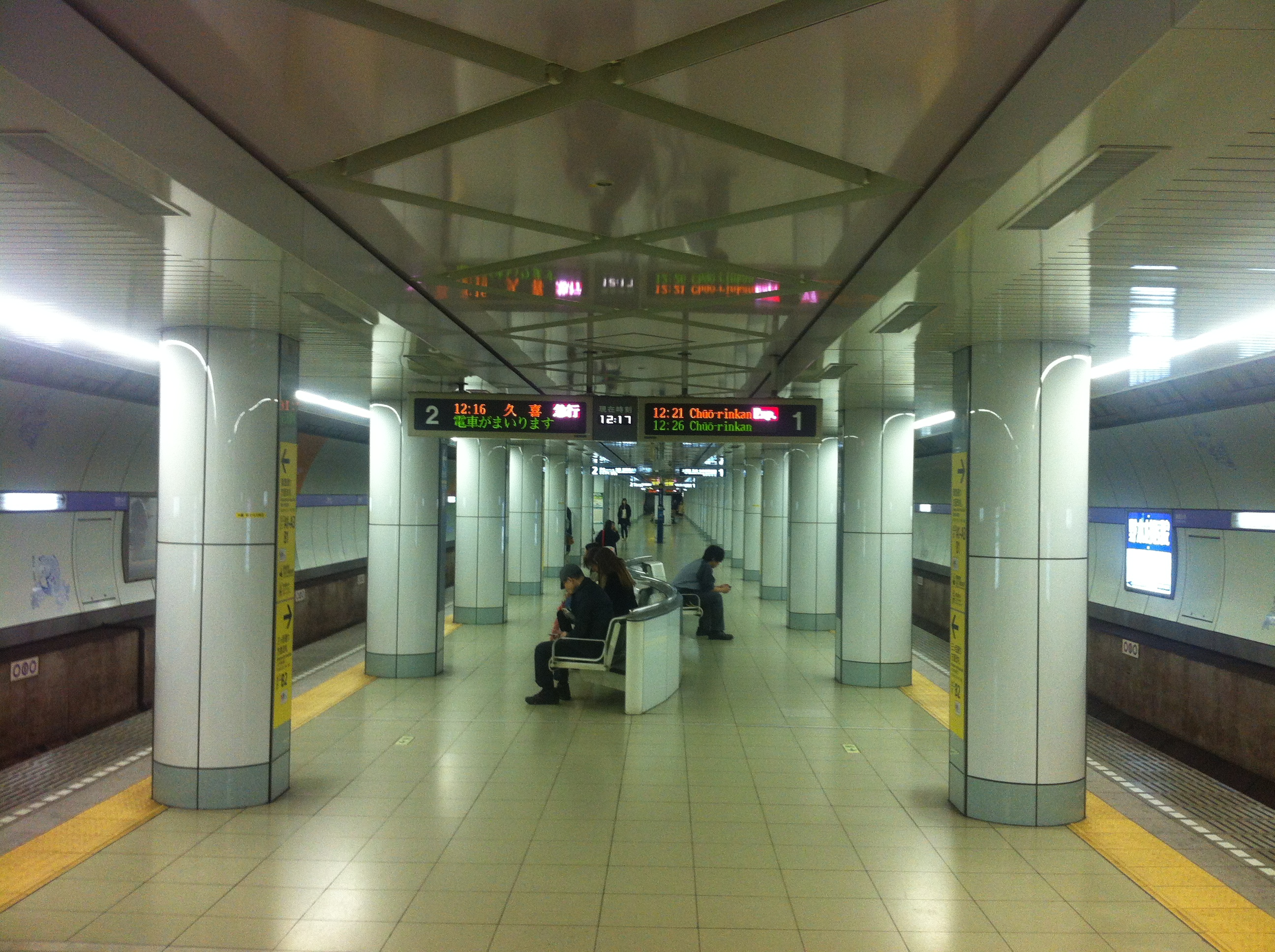
Quai de la ligne Hanzōmon
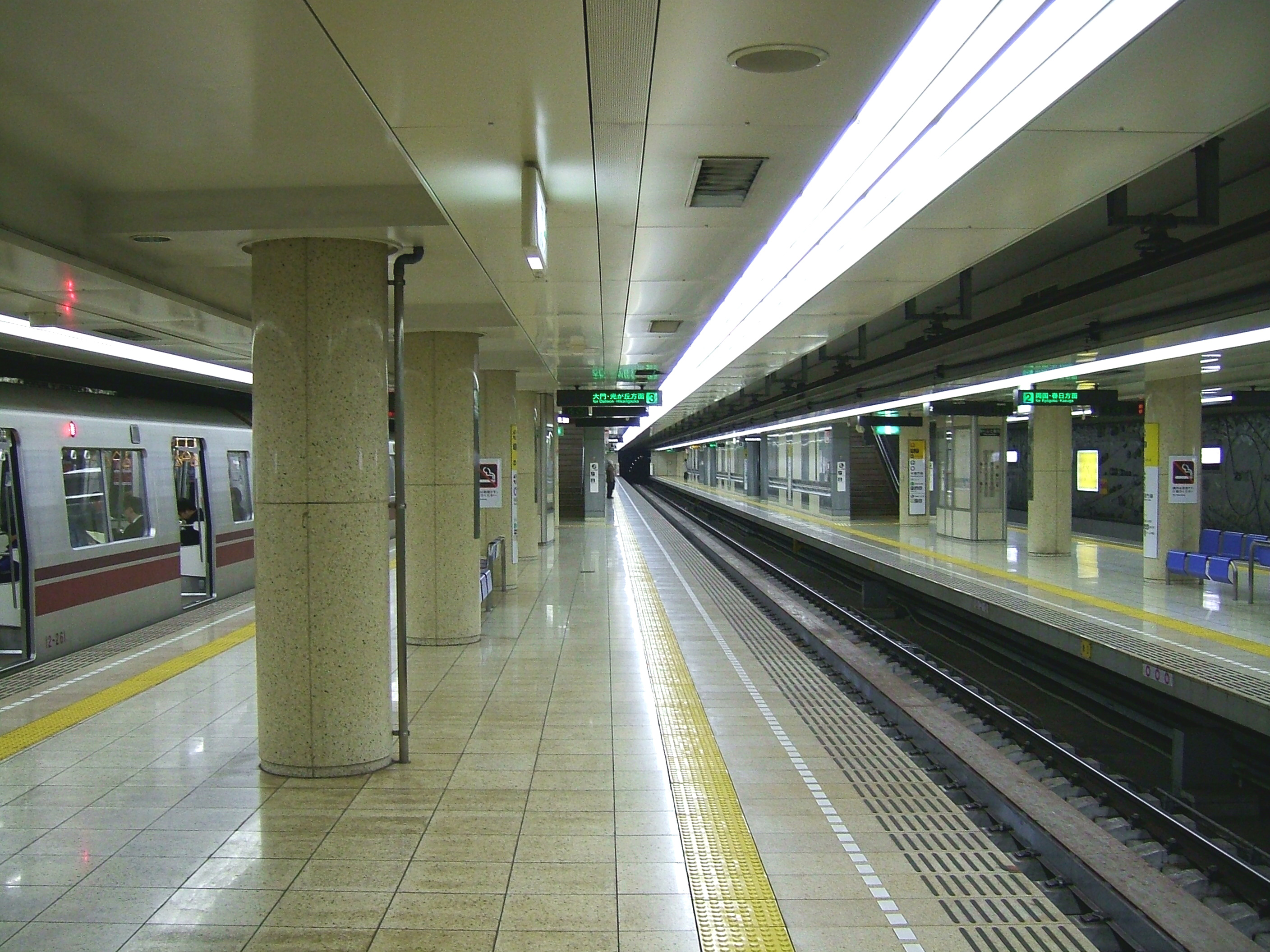
Quais de la ligne Ōedo

## À proximité
- Musée d'art contemporain de Tokyo
- Jardin de Kiyosumi